# Srulik

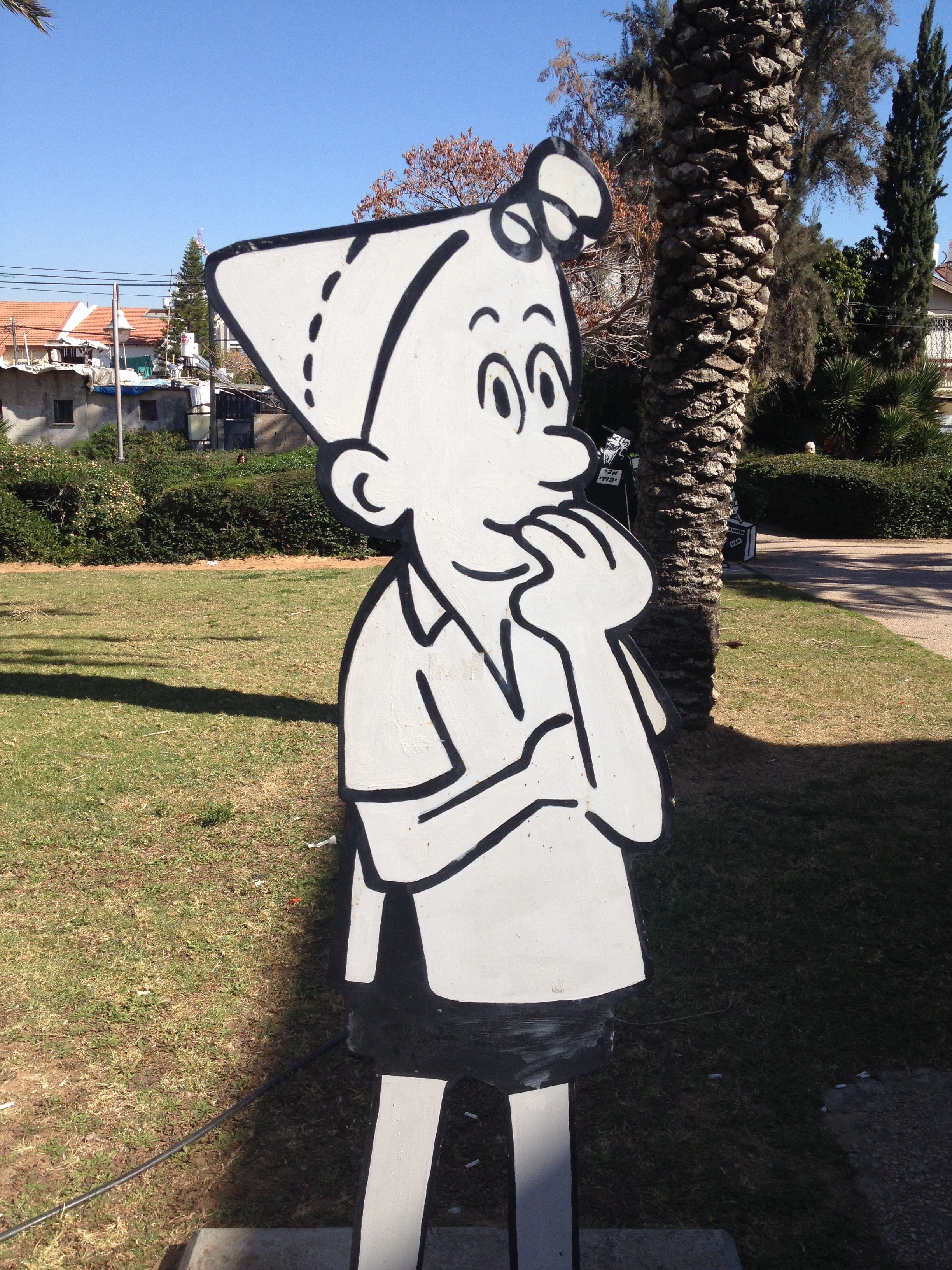
Postać Srulika w Muzeum Komiksu w Holonie

Srulik (hebr. ‏שְׂרוּלִיק‎) – postać fikcyjna stworzona przez izraelskiego rysownika Kari’ela Gardosza w 1956 roku. Pierwszy raz Srulik pojawił się w tygodniku „Ha-Olam ha-Ze” i miał uosabiać sobą cechy nowopowstałego Państwa Izrael. Uznany został za izraelski odpowiednik amerykańskiego Wuja Sama, brytyjskiego Johna Bulla, rosyjskiego niedźwiedzia czy francuskiej Marianne.

## Historia
Kari’el Gardosz dokonał aliji do Izraela w 1948 roku. Nie znał języka hebrajskiego i uznał, że będzie realizować się zawodowo w rysownictwie politycznym. W 1953 roku został zatrudniony w gazecie „Ma’ariw”, która posiadała specjalną sekcję zajmującą się przedstawianiem rzeczywistości społeczno-politycznej przy pomocy rysunków i symboli. W odpowiedzi na potrzebę stworzenia postaci oddającej ducha młodego państwa Gardosz stworzył Srulika. Według rysownika:

Symbolem państwa musi być mały chłopiec, który swoim wyglądem i ubraniem będzie uosabiał typowe izraelskie dziecko ... krótkie spodenki, kowa tembel, to symbole, które w moich oczach przedstawiają Izrael takim, jakim zwykłem widzieć (...)

Pierwszy raz Srulik pojawił się na łamach tygodnika „Ha-Olam ha-Ze” w 1956 roku. Srulik był postacią, która starzała się wraz z upływem czasu oraz kolejnymi wydarzeniami w historii Izraela. W pierwszych latach Gardosz przedstawiał go jako młodego i optymistycznego chłopca, z dużym zapałem do pracy. W ciągu dwudziestu lat Srulik zyskał dojrzałe rysy twarzy, czapka na głowie została skrócona, w 1967 roku, w związku z wojną sześciodniową, Gardosz przedstawiał go w mundurze wojskowym z bronią. Według twórcy przemiany te miały odzwierciedlać zmiany, które zachodziły w kraju. 
Strój Srulika odzwierciedlał modę panującą w Izraelu w latach 50. XX wieku. Miał na sobie krótkie spodenki, prawdopodobnie w kolorze khaki, ponieważ był on dominującym kolorem spodni w tamtych czasach w Izraelu, do tego nosił prostą koszulę z krótkim rękawem, rozpiętą pod szyją z wyłożonym kołnierzykiem. Na głowie miał czapkę zwaną w Izraelu kowa tembel (hebr. כובע טמבל), której używali od lat 20. XX wieku w Palestynie rolnicy i pracownicy fizyczni. Jej pochodzenie nie jest znane. Najczęściej występowała w kolorze khaki lub niebieskim. Nosili ją też mieszkańcy kibuców, członkowie ruchów młodzieżowych oraz rezerwiści. Na nogach nosił sandały zwane w Izraelu biblijnymi . Strój ten jest uważany za symbol żydowskich pionierów, a po 1948 roku kibucników, a także utożsamiany jest z Sabrami.
Według redaktora gazety „Ma’ariw” Srulik stał się antytezą dla nazistowskiej, antysemickiej propagandy, która ukazywała Żydów jako „wymęczone szczury” lub „krwiożercze zwierzęta”. Postać uosabiała „zwinnego, szybkiego i walecznego urwisa” . Postać wykreowana przez Gardosza była synonimem powrotu, jego osobistego oraz całego narodu żydowskiego, do swojego państwa . 
Srulik zaczął być wykorzystywany w Izraelu jako jeden z symboli, z którym utożsamiano państwo. Pojawiał się w publikacjach i materiałach promocyjnych instytucji publicznych, na pamiątkach sprzedawanych turystom i produktach spożywczych. W 1998 roku z okazji 50. rocznicy powstania Państwa Izrael Poczta Izraela wyemitowała znaczek ze Srulikiem. Postać była traktowana jako odpowiednik Wuja Sama ze Stanów Zjednoczonych, francuskiej Marianne, rosyjskiego niedźwiedzia.